# Lycaugesia calochroia
Lycaugesia calochroia là một loài bướm đêm trong họ Noctuidae.